# Tougana

Tougana est un village de la république du Niger, appartenant à la commune rurale de Dan Kassari dans le département de Dogon-Doutchi (région de Dosso). Il est situé au Nord-Est de Dogon-Doutchi (chef-lieu du département) à environ 320 kilomètres de la capitale Niamey. Il est entouré des villages de Darey, Bawada Guida et Lougou à l’est et des villages de Angouale Yamma, Linka et Garin Hillani à l’ouest.
La population de Tougana est majoritairement composée d'agriculteurs et d'éleveurs, mais on y trouve quelques commerçants, des artisans, des pêcheurs...
La population de Tougana est en majorité éparpillée dans les villages environnant. Ainsi elle se trouve en grand nombre dans les villages de Fanna, Agodey, Chalpine, Karchabou, Linka, Angoual Yamma ...
Le village de Tougana a élu son chef actuel le 5 juillet 2018 en la personne de Mahamidou Tankari. Il a été en compétition avec Alio Elh. Boubacar AKOURKI. 
L'actuel site de Tougana est occupé par la population,, le 15 juillet 2007. Le déguerpissement a été forcé par le gouverneur de Dosso à la suite des fortes inondations de 2006.
La chefferie de Tougana s'appelle Bandareini, les différents Bandareinis qui ont succédé à partir du plus récent:
Mahamidou Tankari
Tankari Tamma
Toudou
Tamma